# Alphabet gaélique
L'alphabet gaélique est généralement appelé aibidil nan craobh (« alphabet des arbres ») dans les langues gaéliques (l'irlandais, le gaélique écossais et le mannois). À l'origine il désignait la liste des « lettres » (graphèmes) ou signes du code de transcription de la phonétique du vieil irlandais, présenté dans le manuscrit In Lebor Ogaim (« le livre d'ogham »). 
Par abus de langage, on utilise souvent le mot ogham pour designer l'alphabet des arbres. En réalité, ce terme est impropre, car l'ogham désigne une graphie ou un type d'écriture qui utilise ces lettres (ogham-chraobh, ou écriture en arbres). En revanche, la liste de ces lettres est appelée beith-luis-nin, c'est-à-dire « bouleau-sorbier-frêne », d'après le nom de la première lettre, de la deuxième et de la cinquième, exactement comme le mot « alphabet » vient de alpha et de bêta, les deux premières lettres grecques. 
On estime que l'alphabet gaélique est apparu entre le IIe et le IVe siècle. La plupart des inscriptions qui nous sont parvenues étaient gravées sur des pierres, mais on pense que les Gaëls écrivaient aussi sur le bois. Les pierres gravées sont très répandues en Irlande, mais on en trouve aussi en Grande-Bretagne, essentiellement dans les terres qui ont subi des invasions gaëlles, c'est-à-dire en Écosse, au Pays de Galles et en Cornouailles. 
Il ne faut pas confondre l'alphabet gaélique avec l'écriture gaélique. 

## Principe
Les lettres du beith-luis-nin étaient au nombre de vingt, divisés en quatre aicmí (« familles » ou « classes »). Les lettres beith, luis et nin appartiennent au premier aicme. 
Chaque signe est formé à partir d'un groupe d'encoches, gravées à droite ou à gauche d'une ligne. Certaines sont droites ou croisent la ligne. Les groupes sont séparés par des points.

## Nom des lettres
Le In Lebor Ogaim précise que le nom de chaque lettre est un nom d'arbre. Toutefois, ce ne sont pas tous des noms d'arbres que nous connaissons aujourd'hui. Un autre manuscrit, l'Auraicept na n-Éces, fait référence au In Lebor Ogaim et avance lui-aussi l'idée que chaque lettre de l'ogham est le nom d'un arbre.
Pour le nom de chacune des lettres, l'Auraicept na n-Éces donne trois groupes de mots-clefs ou briatharogaim en gaélique (« mot d'ogham »), qui fonctionnent un peu comme les définitions d'une grille de mots croisés. Ces définitions sont tirées d'une forme primitive d'irlandais, datant de plusieurs siècles avant la rédaction de ces livres. La signification de ces mots-clefs reste très discutée. En ce qui concerne le nom même des lettres, seuls six à huit sont des noms d'arbres avérés.
Certains auteurs sont d'avis qu'une partie de ces noms évoquent les caractéristiques des arbres à la place de leur propre nom. Niall Mac Coitir explique par exemple que le mot luis est attribué à la deuxième lettre de cet alphabet et signifie « rayon ». Pour lui, ce mot fait référence au sorbier, dont les baies rouges brillent. De plus, chacune des quatre familles de lettres correspond à une saison. Il existerait donc une forte connexion entre le sorbier, Brigit et sa fête, Imbolc, qui est célébrée au mois de février. La flamme est donc le symbole de Brigit, puis de Brigitte d'Irlande. Deux des trois mots-clefs mentionnent des troupeaux et Niall Mac Coitir rappelle que février est le mois où l'on doit s'occuper des bovins, car c'est le mois où ils mettent bas. Il poursuit sa démonstration sur ce même principe pour chacune des lettres.
Pour Damian McManus, au contraire, il n'existe pas de preuve d'un lien entre le sorbier ou l'arbre et le mot luis. Il pense que le nom signifie autre chose, lus ou loise, c'est-à-dire « éclat » ou « rayonnement ». Selon lui, ces noms n'étaient qu'un moyen mnémotechnique et il ne faut pas chercher de lien entre chaque lettre et le nom de l'arbre qui lui correspond.
Si ces noms ont été créés pour les besoins de l'écriture oghamique, Damian Macmanus souligne en revanche qu'ils lui ont survécu et ont en fait servi de nomenclature pour les lettres irlandaises, depuis l'époque la plus ancienne pour laquelle nous avons des traces jusqu'au XVIIe siècle ». 

## Controverse
Pour certains auteurs, comme Niall Mac Coitir, l'alphabet des arbres présente un caractère esthétique, mais pour Damian McManus, il est sujet à débat et peut-être faut-il éviter de se laisser séduire par l'attrait de l'imagination. Selon lui, « les universitaires irlandais considèrent habituellement que les noms de lettres irlandaises sont des noms d'arbres. Or, aucune autre de leurs caractéristiques n'a davantage nui à l'étude de l'histoire de l'ogham ».

## Les alphabets gaéliques ancien et moderne
Aujourd'hui, le gaélique écossais utilise encore le nom des lettres des lettres de l'alphabet gaélique. La Coimisean na coilltearachd Alba et le Bòrd na Gàidhlig font correspondre les lettres anciennes, les lettres modernes et les noms d'arbres comme suit :
| Lettre en vieil irlandais | Lettre en gaélique écossais moderne | Nom d'arbre correspondant |
| beith                     | beith                               | bouleau                   |
| luis                      | luis                                | sorbier                   |
| fearn                     | feàrn                               | aulne                     |
| saille                    | suil                                | saule                     |
| nuin                      | nuin                                | frêne                     |
| úath                      | uath                                | aubépine                  |
| duir                      | dair                                | chêne                     |
| tinne                     | teine                               | ajoncs                    |
| coll                      | coll                                | noisetier                 |
| muin                      | muin                                | vigne vierge              |
| gort                      | gort                                | lierre                    |
| ruis                      | ruis                                | sureau                    |
| ailm                      | ailm                                | orme                      |
| onn                       | onn                                 | ajoncs                    |
| úr / úir                  | ura                                 | bruyère                   |
| edad / edhadh             | eadha                               | peuplier                  |
| idad / idhadh             | iogh                                | if                        |
| -                         | peith bhog                          | aubier                    |